# Асиввож (притока Мартюра)
Асивво́ж (рос. Асыввож) — річка в Республіці Комі, Росія, права притока річки Мартюр, лівої притоки річки Ілич, правої притоки річки Печора. Протікає територією Троїцько-Печорського району.
Річка протікає на південний захід, захід, північний захід, захід та південний захід.
Притоки:
- права — Гортйоль (Горт'єль)
- ліва — Малий Мартюр (Малий Март'юр)